# Ocko II tom Brok

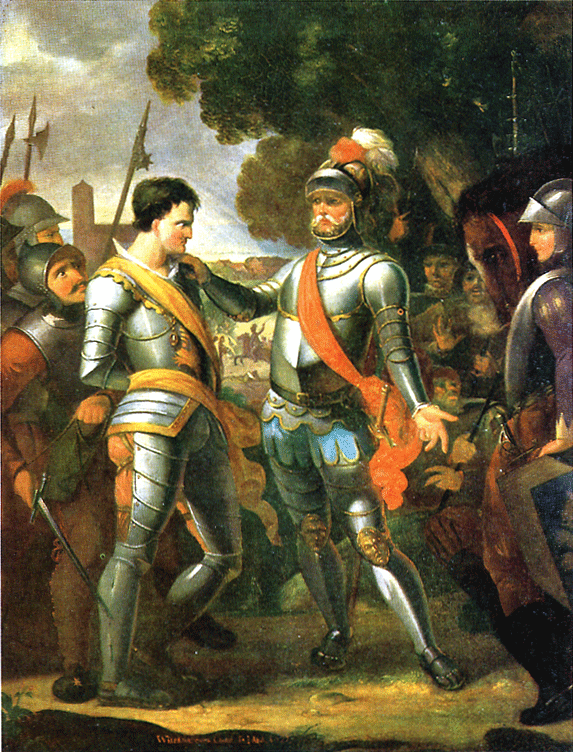
Ocko II tom Brok wordt gevangen voorgeleid aan Focko Ukena na de Slag op de Wilde Ackers in 1427 (Tjarko Meyer Cramer, 1803)

Ocko II tom Brok (? - 1435) was een Friese krijgsheer en hoofdeling. Tijdens de Grote Friese Oorlog was hij een van de leiders van  de Geallieerde partij. Hij was de zoon van  Keno II tom Broke.

## Heerschappij
Toen Ocko’s vader in 1417 stierf, volgde Ocko hem op als hoofdeling. Hij erfde van hem een dusdanig groot heerschappij, dat hij zich hoofdeling van heel Oost-Friesland kon noemen. Naast diens heerschappij erfde hij ook het leiderschap van de Geallieerde partij in de Grote Friese Oorlog. Tijdens de oorlog nam zijn invloed toe. Met de overwinningen die zijn aanvoerder Focko Ukena behaalde op de Schieringers verstevigde hij ook zijn macht in de Ommelanden en Westerlauwers Friesland.
Op 1 februari 1422 werd de oorlog in de Friese landen beëindigd met het sluiten van de Zoen van Groningen. De meeste volgelingen van Hisko Abdena keerden naar hun borgen terug en Ocko moest zijn macht in Oost-Friesland delen. Zijn positie verzwakte toen hij een paar jaar later in 1426 ruzie kreeg met Focko Ukema en er opnieuw twee partijen ontstonden. De bisschop van Münster en veel Friese hoofdelingen zich aan bij de partij Focko.  Ocko verwierf de steun van Abdena's, de aartsbisschop van Bremen en de graven van Hoya, Diepholz en Teklenburch.
In Oost-Friesland brak opnieuw oorlog uit, bij Detern verloor Ocko in een eerste treffen van Focko en moest hij zich met terugtrekken op Brookmerland. Bij een tweede treffen in de Slag op de Wilde Ackers tussen Oldeborg en Marienhafe werd Ocko’s leger op 28 oktober vernietigend verslagen. Ocko sloeg op de vlucht en werd in de stad Leer gearresteerd en gevangen gezet. Hij zou pas in 1431 weer vrijgelaten worden, nadat de heerschappij van Focko Ukema ten einde was gekomen.
Na zijn dood in 1435 stierf het geslacht Tom Brok uit.

## Galerij

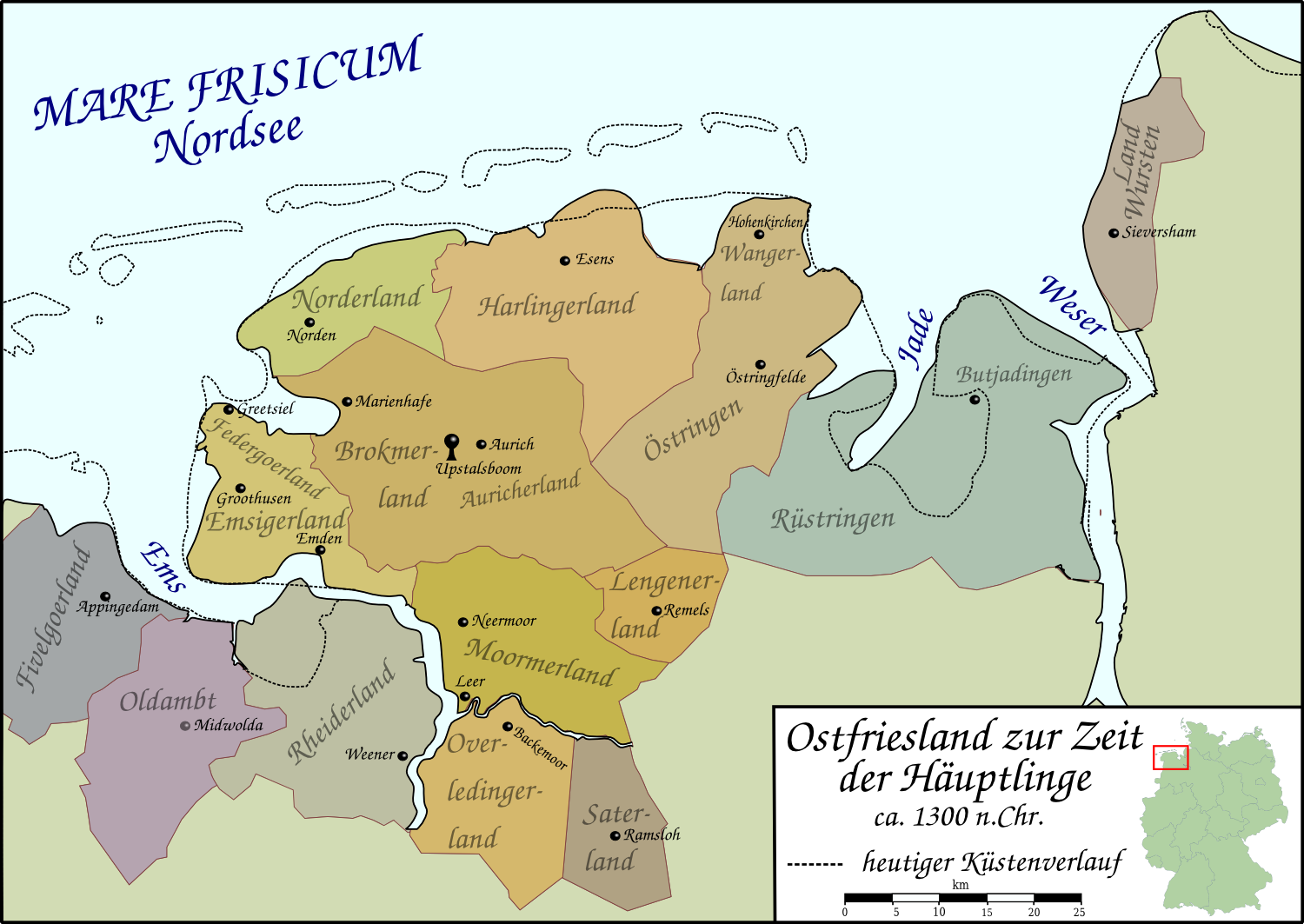
Oost-Friesland rond 1300